# Fayga Ostrower
Fayga Ostrower (Łódź, 1920. szeptember 14. – Rio de Janeiro, 2001. szeptember 13.) lengyelországi zsidó származású brazil festőművész. Fayga Perla Krakowski néven született. 1934-ben költözött családjával Brazíliába, ahol absztrakt expresszionizmus stílusban alkotott.

## Elismerései
Kiállított és díjakat nyert a São Paulo-i művészeti biennálén (1951-től 1967-ig), a Velencei biennálén (1958-ban és 1962-ben) és Mexikóban (1960-ban).